# Plantehormon
Plantehormoner er organiske molekyler som produceres i en bestemt del af planten, for derefter at transporteres til en anden del af planten, hvor en eller anden fysiologisk respons udløses. Plantehormoner virker ligesom hormoner hos dyr, via receptorer på cellernes yderside, hvor bindingen af hormonet til receptoren udløser en effekt, ofte via second messengers. Plantehormoner er dog ikke så specifikke som hormoner hos dyr, idet plantehormoner af forskellig type kan udvirke samme effekt. Ydermere kan et plantehormon i en koncentration have en stimulerende effekt, medens det i en anden koncentration kan have en hæmmende effekt.
Auxin (IAA, indoleddikesyre) produceres i skudspidsen og er medvirkende til skudenes drejning mod lyset, idet auxinerne produceres på skyggesiden og fører til at cellene i den side af skudet, der vender væk fra lyset strækker sig, hvorved skudspidsen bevæger sig mod lyset. Auxin produceret af frø, er i stand til at få frugtknuden til at vokse. Auxiner påført ikke-befrugtede blomster fører til vækst af frugtknuden, der dannes derved frøløse frugter. Dette har været anvendt til at producere frøløse tomater. Syntetiske forbindelser med auxin-lignende effekt, anvendes som plantehormoner (roddannerhormon, naphtaleneddikesyre) eller som herbicider (2,4-D og 2,4,5-T). Auxinerne biosyntetiseres ud fra aminosyren tryptophan.
Gibberellinerne er en gruppe af plantehormoner, som syntetiseres ud fra isopren. Der kendes ca 80 gibberelliner, mange af dem er dog kun intermediater i biosyntesen af aktivstofferne. Gibberelliner fremmer stængelforlængelsen. Dværgplanter, der behandles med gibberelliner, udvikler sig normalt. Gibberelliner anvendes også til at gøre frugter større f.eks. druer. Endvidere stimulerer de blomstring og frøspiring, idet de inducerer enzymet a-amylase, der nedbryder stivelsen i endospermen til glucose som udnyttes af frøkimet.
Cytokinerne fremmer celledelingen og inducerer celler til at modnes for at danne organer. Cytokinerne er nødvendige i plantecellekulturer, idet cellerne ikke vil dele sig og vokse uden at de er tilstede. Cytokinerne indgår i en vekselvirkning med auxiner i plantecellekulturer på den måde, at et lavt forhold mellem auxin of cytokinin medfører skuddannelse, medens det modsatte medfører roddannelse. Cytokinerne hæmmer ældningen af plantedele, idet cytokinerne produceres i rødderne. Hvis en stængel skæres af, visner den hurtigt. Denne proces kan hæmmes ved at behandle den afskårne plantedel med cytokiner.
Ethylen er en gasart, der stimulerer frugtmodning og som selv produceres af modne frugter, dvs. der opstår en selvforstærkende effekt, hvor et modent æble er i stand til at inducere modningen af andre æbler. Ethylen anvendes også ved modning af bananer, idet disse plukkes grønne, inden de afskibes. Ved ankomsten behandles de med ethylen, som inducerer modningen inden de er klar til salg. Planter som påvirkes mekanisk (f.eks. vind, regn, dyr, biologer osv.) producerer ethylen, som ændrer plantedelenes vækstmåde, så de blivere kortere og mere robuste, end de ville være i fx et drivhus eller i en vindueskarm. 
Abscisinsyre fremmer hviletilstanden hos frø og knopper. Abscisinsyre er et stresshormon som produceres, når planter udsættes for stress fx tørke, høje saltkoncentrationer eller frost. Ved tørke får abscisinsyre bladenes spalteåbninger til at lukke sig, hvorved vandtabet mindskes. Mange frø har en høj koncentration af abscisinsyre i vævene og er derfor ude af stand til at spire, før abscisinsyren er vasket ud.